# Igreja da Misericórdia de Castro Verde
A Igreja da Misericórdia de Castro Verde é um monumento religioso na vila de Castro Verde, na região do Alentejo, em Portugal. É parte de um estabelecimento de terceira idade, o Lar Jacinto Faleiro.

## Descrição
A igreja tem acesso pelo Largo Víctor Prazeres, na Vila de Castro Verde.
Consiste num edifício de pequenas dimensões, com uma planta de traçado rectangular, utilizando uma estrutura típica do período manuelino. A fachada principal, no estilo barroco, é rematada por uma torre sineira. No interior, possui uma só nave, coberta por uma abóbada de arestas, e uma capela-mor, com uma abóbada de nervuras. O elemento mais destacado no interior são as pinturas murais a óleo na cobertura, tanto na nave como na capela-mor, representando principalmente as várias obras da misericórdia, imagens de santos e também vários motivos vegetalistas. Na capela-mor também é de especial interesse o retábulo oitocentista, em talha dourada e policromada. Na nave situa-se um lanternim, em madeira. O coro-alto, em cantaria e com guarda de ferro, é suportado por um arco de volta quebrada.
Está adossada ao edifício do antigo Hospital de Castro Verde, que foi posteriormente transformado no Pólo I do Lar Jacinto Faleiro.

## História
De acordo com os registos das Visitações da Ordem de Santiago de 1510 e 1565, o Hospital não possuía uma capela, sendo descrito principalmente como um local onde se alojavam as pessoas de menores recursos. Ainda no século XVI terá sido fundada a Misericórdia de Castro Verde, e nos finais desse século, o almoxarife e mordomo do Duque de Aveiro ordenou a construção da Casa da Misericórdia de Castro Verde. Os registos de 1565 indicam que nessa altura já se pensava em unir aquele edifício ao hospital. É possível que a Igreja tenha começado a ser construída durante a segunda metade do século XVI, e depois sido ampliada no século seguinte. Durante os séculos XVIII e XIX, terão sido pintadas as pinturas murais e na abóbada, tendo estas últimas sido executadas nos finais de oitocentos.
Em 1980, o antigo hospital foi alvo de profundas obras de restauro e expansão, de forma a albergar as instalações do Lar Jacinto Faleiro. O processo para a classificação da igreja começou em 1985, mas só foi concluído com a Portaria n.º 661/2012, de 24 de Outubro, que protegeu o imóvel como Monumento de Interesse Público.
Em 2013, a Câmara Municipal de Castro Verde estava a implementar um programa para a instalação de placas informativas nos monumentos mais importantes dentro do centro histórico da vila, incluindo a Igreja da Misericórdia.